# マティアス・トゥデラ
マティアス・トゥデラ・ペレト（Matias Tudela Perret、1984年10月6日 - ）は、スペインのラグビーユニオン選手。

## プロフィール
- スペイン・バルセロナ出身[1]。
- ポジションはウィング(WTB)、フルバック(FB)。
- 身長 187cm、体重 97kg
- スペイン代表キャップは18（2020年8月現在）。

## 略歴
2016年、リオ五輪の7人制スペイン代表の主将を務めた。